# Enoch Soames

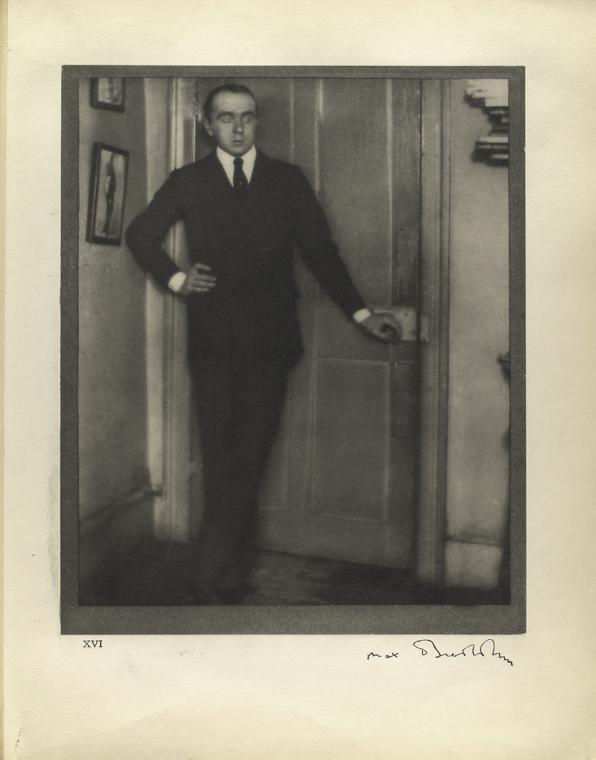
Max Beerbohm im Jahr 1908

Enoch Soames: A Memory of the Eighteen-Nineties ist eine erstmals 1916 im The Century Magazine veröffentlichte Kurzgeschichte des britischen Schriftstellers Max Beerbohm sowie der Name der Hauptfigur dieser Geschichte, die in gewisser Weise als „falsche Biographie“ gelesen werden kann und Elemente aus den Genres Fantastik und Science-Fiction benutzt. Neben der Titelfigur erscheint Autor Beerbohm selbst als Ich-Erzähler, der eine etwa zehn Jahre zurückliegende Geschichte erzählt, die verschiedene Elemente aus der Biografie Beerbohms nutzt; Enoch Soames wird als tatsächliche Figur präsentiert und sowohl der (in der Geschichte vorkommende als auch reale) Maler William Rothenstein als auch der Autor selbst haben Zeichnungen von Enoch Soames angefertigt, die beide offensichtlich dieselbe Person zeigen; das von Rothenstein erstellte Porträt wird auch in der Geschichte erwähnt.

## Handlung

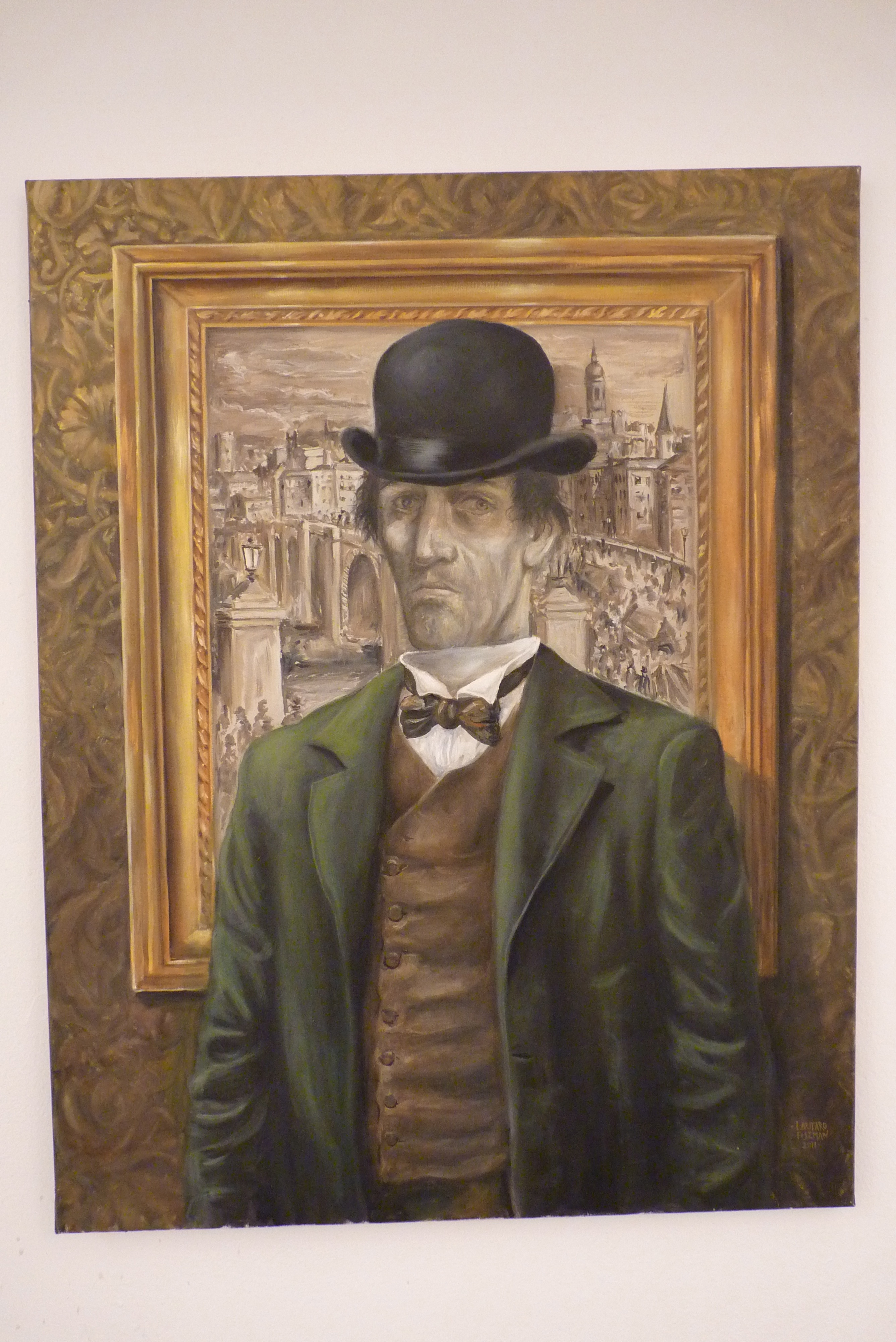
Bildnis des Enoch Soames von Lautaro Fiszman

Der Ich-Erzähler Beerbohm berichtet von seinem Leben als aufstrebender junger Essayist im England der 1890er und von einem Bekannten von ihm, Enoch Soames, der von seinem Erbe lebt und sich selbst in einer Welt der Eitelkeiten, in der Künstler keinerlei anderen Maßstab als sich selbst anerkennen, als Poet stilisiert, aber trotz kleinerer Veröffentlichung erfolglos bleibt. Auch seine Versuche, sich als Hipster seiner Zeit zu geben, scheitern. Soames wird als erfolglos, irrelevant, ja lächerlich, als dim (trüb) beschrieben. Was allerdings Soames Gauben an sich selbst und seine Kunst, zumindest nach seinen eigenen Aussagen, nicht schmälert; die Bewunderung der Anderen, sagt er, bedeutet ihm nichts.
Am Nachmittag des 3. Juni 1897 begegnen sich Soames und Beerbohm in einem Restaurant in Soho, dem Restaurant du Vingtieme Siecle. Soames zeigt sich deprimiert aufgrund des fehlenden Ruhms; Beerbohm denkt ein paar Oberflächlichkeiten; Soames erkennt sofort den falsch tröstenden Gedanken, Genies würden ja oft erst nach ihren Lebzeiten anerkannt. Soames spricht diese Plattitüde selbst aus und gibt an, dass er alles dafür geben würde, in 100 Jahren im Leseraum des Britischen Museums nachschlagen zu können, was über ihn geschrieben wird. Nun erhebt sich der Mann am nächsten Tisch, ein Stutzer, der sich als der Teufel vorstellt. Er schlägt Soames einen Handel vor; für den Preis von Soames Seele wird er ihn einen Nachmittag im Lesesaal des British Museum in genau 100 Jahren verbringen lassen. Am Abend würde er dann in das Restaurant du Vingtieme Siecle zurückkehren, wo der Teufel seine Bezahlung entgegennehmen wird.
Gegen den Protest Beerbohms willigt Soames ein und verschwindet; nur, um zur bestimmten Stunde wieder im Restaurant zu erscheinen, wo der besorgte Beerbohm ihn erwartet.
Soames ist niedergeschlagen und beschuldigt Beerbohm, kein Freund, ja ein schlechter Mensch zu sein. Beerbohm versucht, ihn zu einer Beschreibung der Zukunft zu bringen, wobei Soames praktisch alle Annahmen Beerbohm bejaht; er hatte eigentlich nur bemerkt, dass die Leute vor ihm zurückwichen, und versuchte hauptsächlich, Belege für seinen Ruhm zu finden. Nun drückt er Beerbohm ein Blatt mit aus einem zukünftigen Nachschlagewerk kopiertem Text in die Hand; das Englisch der Zukunft wirkt seltsam, aber verständlich: In einer Geschichte von Max Beerbohm wird ein fiktiver Charakter namens Enoch Soames, ein drittklassiger Poet, der sich für ein Genie hält, beschrieben und einen Pakt mit dem Teufel eingeht.
Während Beerbohm beteuert, er würde nie so etwas schreiben, betritt der Teufel das Restaurant, um Soames mit sich in die Hölle zu nehmen. Soames fleht Beerbohm an, seine Geschichte wenigsten so zu schreiben, dass spätere Leser von seiner Existenz wissen werden. Beerbohm, tief aufgewühlt, erkennt nun, dass der Autor des Artikels über seine zukünftige Geschichte diese, typisch für selbstverliebte Kritiker, nicht zu Ende lesen wird; denn in der Zukunft hatte Soames bemerkt, dass die Leute ihn anstarrten und vor ihm zurückwichen. Grund dafür musste sein, dass sie von seinem Auftauchen und der Hand des Teufels in der Geschichte wussten; den die absolut irrelevante Figur von Soames selbst könnte niemals eine solche Reaktion bedingen.

## Nachspiel

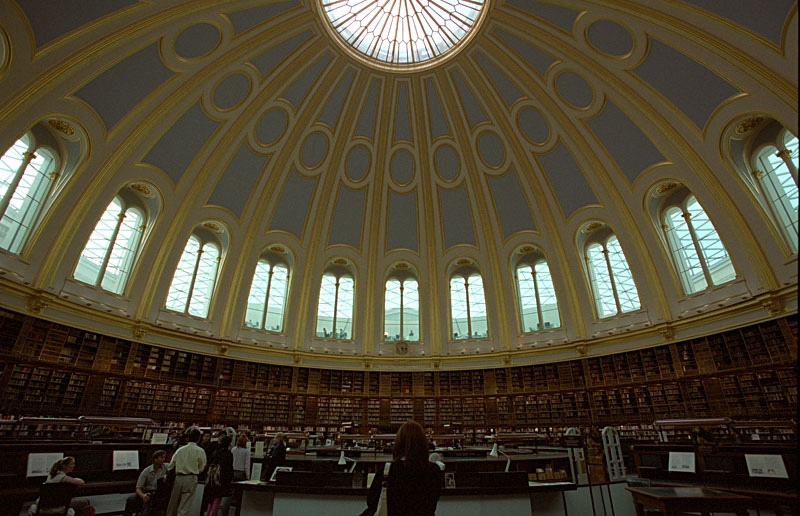
Leseraum des Britischen Museums, 2004

Der Leseraum des Britischen Museums wurde im Juni 1997, wie in der Geschichte beschrieben, wie 100 Jahre früher benutzt; später im selben Jahr wurde er geschlossen und im Jahr 2000 renoviert, aber mit anderem Zweck, neu eröffnet.
Im November 1997 erschien im The Atlantic Monthly ein von dem Entertainer Teller von Penn & Teller verfasster Artikel über die Ereignisse am 3. Juni 1997; an diesem Tag soll ein an Soames erinnernder Mann im Leseraum des British Museum erschienen sein und verschiedene biografische und literarische Nachschlagewerke durchsucht haben; es wird allgemein angenommen, dass die beschriebenen Ereignisse vom Autor des Artikels choreografiert wurden.
Inzwischen gibt es eine (zumindest fiktiv existierende) Enoch Soames Society, die sich dem Studium der Werke und der Person des Enoch Soames widmet. Die Figur hat inzwischen auch weitere Bildnisse angeregt, unter anderem eines von dem argentinischen Künstler Lautaro Fiszman.
In der Geschichte werden auch literarische Vorgänger erwähnt, so H.G. Wells’ Zeitreisender aus dem Roman Die Zeitmaschine und Goethes Faust, den der Teufel auf magische Weise in die Vergangenheit führt.
Enoch Soames ist heute die vielleicht bekannteste Kreation des Essayisten Max Beerbohm; es wurde sogar schon angemerkt, dass man sich Beerbohm „ohne Enoch Soames einfach nicht erinnern würde“.

## Bibliographie
- Terry L. Meyers, review of Mark Samuels Lasner, „A Bibliography of Enoch Soames, 1862–1897,“ Victorian Poetry, 37:4 (Winter 1999), 555.